# Kanton Hasparren
Kanton Hasparren (francouzsky Canton d'Hasparren) je francouzský kanton v departementu Pyrénées-Atlantiques v regionu Akvitánie. Tvoří ho sedm obcí.

## Obce kantonu
- Bonloc
- Hasparren
- Macaye
- Méharin
- Mendionde
- Saint-Esteben
- Saint-Martin-d'Arberoue